# Varna (Itália)
Varna (Vahrn) é uma comuna italiana da região do Trentino-Alto Ádige, província de Bolzano, com cerca de 3 587 habitantes. Estende-se por uma área de 70 km², tendo uma densidade populacional de 51 hab./km². Faz fronteira com Bressanone, Chiusa, Fortezza, Naz-Sciaves, Sarentino, Velturno.

## Demografia
| Variação demográfica do município entre 1861 e 2011                               |
|                                                                                   |
| Fonte: Istituto Nazionale di Statistica (ISTAT) - Elaboração gráfica da Wikipedia |